# Batalha do Cáucaso

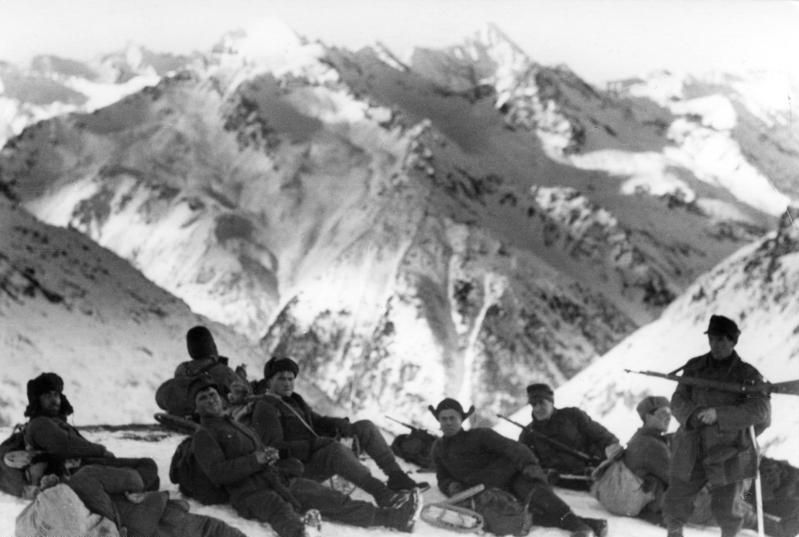
Soldados alemães do Gebirgsjäger (divisão de montanha) no Cáucaso, em 1942.

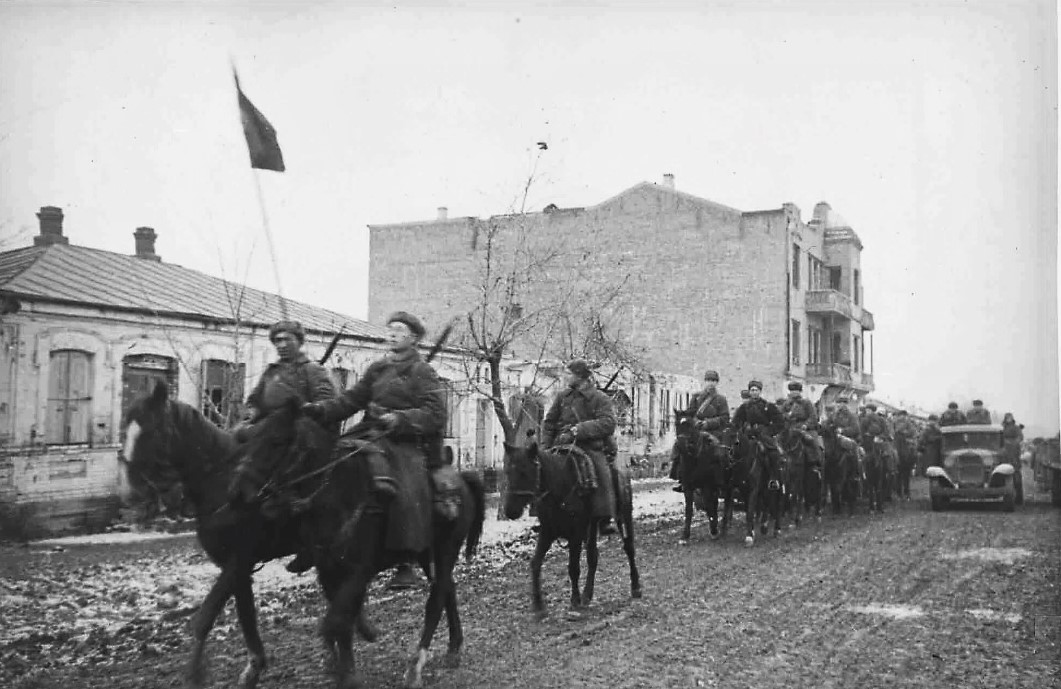
Tropas soviéticas entrando na cidade de Mozdok, em janeiro de 1943.

A Batalha do Cáucaso foi uma série de ofensivas militares lançadas por forças do Eixo e da União Soviética na região do Cáucaso na Frente Oriental da Segunda Guerra Mundial. Em 25 de julho de 1942, tropas alemãs conquistaram a cidade de Rostov-on-Don, no sudoeste da Rússia, como parte da Operação Edelweiß, e então tomaram os campos de petróleo além de Maikop, Grózni e então Baku. O objetivo final era avançar sobre o Azerbaijão e tomar seus vastos poços petrolíferos. Ao fim de setembro, os alemães foram detidos na altura de Vladikavkaz, na região de Chechênia-Inguchétia. Em dezembro de 1942, os soviéticos iniciaram a Operação Pequeno Saturno, no norte do Cáucaso, onde começaram a reaver várias porções de território tomadas pelos nazistas.
No começo de 1943, os alemães foram derrotados na Batalha de Stalingrado. Como consequência, as divisões da Wehrmacht no Cáucaso receberam ordens para deter seus avanços em todas as frentes e consolidar posições defensivas. Em janeiro de 1943, os soviéticos retomaram a iniciativa e lançaram quatro grandes ofensivas. De assalto, o exército vermelho retomou as cidades de Mozdok, Stavropol, Armavir, Maikop e Krasnodar. Até setembro, Novorossisk e as regiões vizinhas foram limpas de forças alemãs e em outubro toda a Península de Tamanm, na região de Krasnodar, foi reconquistada pelos soviéticos.
Em janeiro de 1944, a partir do Cáucaso, os soviéticos lançaram a Ofensiva Dniepre-Cárpatos, culminando na reconquista da Crimeia em meados de maio. Outras campanhas foram lançadas pelos soviéticos a partir do Cáucaso, como as Ofensivas Kerch-Eltingen (31 de outubro de 1943–11 de dezembro de 1944), Perekop–Sebastopol (8 de abril de 1944–12 de maio de 1944) e Kerch–Sebastopol (11 de abril de 1944–12 de maio de 1944).